# زورغو
محافظة زورغو تقع على الطريق العام الرابع (تجاه نيامي)على بعد 110 كيلو شرق وغادوغو عاصمة بوركينا فاسو. تعتبر زرغو إحدى المحافظات الفعالة في بوركينا فاسو.
وتبلغ مساحتها 15.300 كيلو متر مربع، ويبلغ عدد السكان في المحافظة 22.000 نسمة تقريبا. ويشكل المسلمين فيها نسبة 70% من السكان.